# Tanjung Jati (Zuid-Pesisir)
Tanjung Jati is een bestuurslaag in het regentschap West-Pesisir van de provincie Lampung, Indonesië. Tanjung Jati telt 291 inwoners (volkstelling 2010).